# Elektroougli
Elektroougli (en russe : Электроугли) est une ville de l'oblast de Moscou, en Russie. Sa population s'élevait à 20 674 habitants en 2014.

## Géographie
Elektroougli est située dans le raïon de Noguinsk, à 36 km à l'est de Moscou, sur la voie ferrée Moscou – Nijni Novgorod.

## Histoire
Elektroougli s'est développée à partir de la construction de l'usine « Elektroougli » en 1899. Elektroougli reçut le statut de commune urbaine en 1935 puis celui de ville en 1956.

## Population
Recensements (*) ou estimations de la population
| 1939* | 1959*  | 1970*  | 1979*  | 1989*  |
| ----- | ------ | ------ | ------ | ------ |
| 8 500 | 14 016 | 17 168 | 19 369 | 18 645 |

| 2002*  | 2010*  | 2012   | 2013   | 2014   |
| ------ | ------ | ------ | ------ | ------ |
| 16 717 | 20 120 | 20 427 | 20 528 | 20 674 |

## Économie
La principale entreprise d'Elektroougli est : OAO Koudinovski Zavod Elektroougli (ОАО Кудиновский завод « Электроугли »), qui fabrique des électrodes. 